# Abtei Aulne
Die Abtei von Aulne (Alna) ist ein unweit von Thuin in der belgischen Provinz Hennegau im Tal der Sambre gelegenes ehemaliges Kloster.

## Geschichte

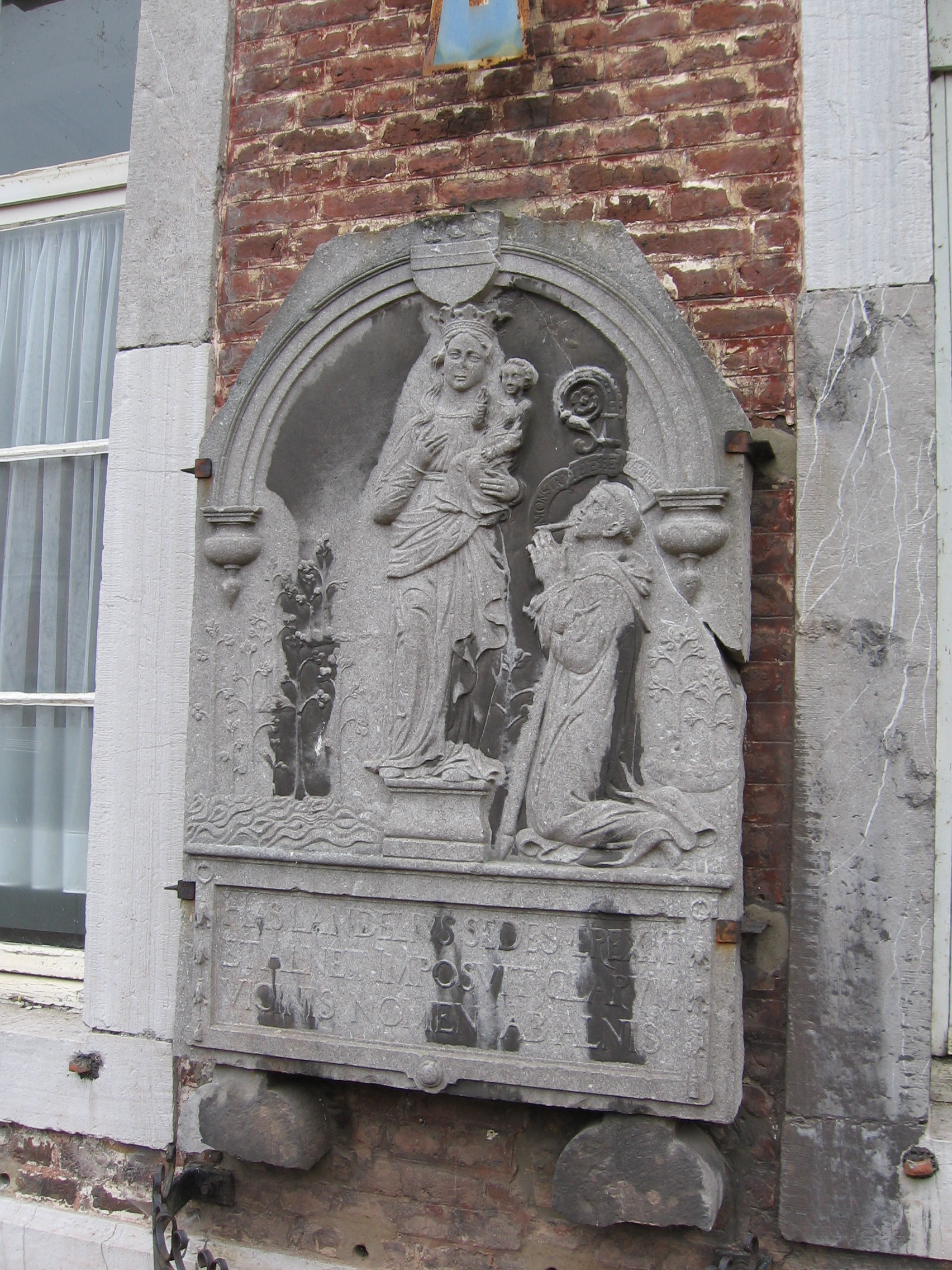
Landelin, Relief an der Abtei Aulne

Der Überlieferung nach wurde das Kloster um 656 vom später heiliggesprochenen Landelin von Crespin als Benediktinerkloster gegründet, nachdem er aus der wenige Kilometer entfernten Abtei Lobbes fortgegangen war. Er stattete das neue Kloster mit ihm von den merowingischen Frankenkönigen geschenktem Grundbesitz aus. Die Benediktiner blieben bis um 974. Nachdem sich zwischenzeitlich Augustiner-Chorherren angesiedelt hatten, wurde Aulne auf Anweisung des Bischofs Heinrich II. von Lüttich als Tochterkloster der Zisterzienser-Primarabtei Clairvaux 1147/48 unter dem Abt Franco de Morvaux neu gegründet.
Im 15. Jahrhundert wurde es im Zug der Kriege der Burgunder gegen die Lütticher geplündert. Im 16. Jahrhundert erfolgten Überfälle der Geusen und der Franzosen. In der ersten Hälfte des 18. Jahrhunderts wurde das Kloster aufwendig erneuert und erweitert, dann aber im Zuge der Französischen Revolution um 1794 aufgelöst und niedergebrannt. Dabei wurde auch die Bibliothek mit 40.000 Büchern und 5.000 Manuskripten zerstört.

## Heutiger Zustand
Erhalten ist die Ruine der Abteikirche mit einer Fassade aus dem Jahr 1728 und dem Querschiff und Chor aus dem 16. Jahrhundert. Das Abtshaus aus den Jahren 1772 bis 1778 wurde im 19. Jahrhundert, der Kapitelsaal im 18. Jahrhundert erneuert.